# Acido iponitroso
L'acido iponitroso è un ossiacido biprotico dell'azoto a numero di ossidazione +1. 
Ha formula molecolare H2N2O2 (formula minima HNO). Formalmente deriva dalla reazione tra protossido di azoto e acqua che in realtà non reagiscono tra di loro, avviene invece la reazione opposta in fase acquosa data l'instabilità dell'acido:
H2N2O2 → N2O + H2O
Sia l'acido allo stato solido che molti suoi sali sono esplosivi. Può essere preparato per riduzione dell'acido nitroso con idrossilammina in ambiente acido:
HNO2 + NH2OH → H2N2O2 + H2O
È un acido debole e, come si evince dalla formula di struttura, è biprotico; le costanti acide sono:
- Ka1 = 9 · 10−8
- Ka2 = 1 · 10−11